# لانوویل-آن-سلنوا
لانوویل-آن-سلنوا (به فرانسوی: Laneuveville-en-Saulnois) یک کمون در فرانسه است که در Canton of Delme واقع شده‌است.

## خصوصیات
لانوویل-آن-سلنوا ۶٫۴۹ کیلومترمربع مساحت و ۱۸۴ نفر جمعیت دارد و ۲۹۰ متر بالاتر از سطح دریا واقع شده‌است.